# Kirchenkreis Eder
Der Kirchenkreis Eder ist ein Kirchenkreis der Evangelischen Kirche von Kurhessen-Waldeck im Sprengel Marburg. Er entstand 2014 aus der Fusion der Kirchenkreise der Eder und Frankenberg. In den 53 Gemeinden des Kirchenkreises leben (Stand 2019) rund 43.000 evangelische Christinnen und Christen. Für sie sind 40 Pfarrerinnen und Pfarrer zuständig. Leiterin des Kirchenkreises ist Dekanin Petra Hegmann. Sitz des Kirchenkreises ist Frankenberg (Eder).

## Lage
Der Kirchenkreis grenzt im Osten an die Kirchenkreise Hofgeismar-Wolfhagen und Schwalm-Eder, im Norden an den Kirchenkreis Twiste-Eisenberg und im Süden an den Kirchenkreis Kirchhain (alle EKKW). Im Westen schließt sich das Dekanat Biedenkopf-Gladenbach (Evangelische Kirche in Hessen und Nassau) an.

## Gemeinden
Der Kirchenkreis erstreckt sich von Freienhagen im Norden bis Gemünden im Süden und von Rengershausen bei Frankenberg im Westen bis nach Mandern bei Bad Wildungen im Osten. Er umfasst so im Wesentlichen die südliche Hälfte des Landkreises Waldeck-Frankenberg.
Derzeit (Stand August 2021) umfasst er die folgenden Kirchengemeinden:
| Kirchengemeinde      | Kirchengebäude | Pfarramt                             |
| -------------------- | --- | ------------------------------------ |
| Allendorf            | Kirche Allendorf | Frankenau                            |
| Altenlotheim         | Kirche Altenlotheim | Frankenau                            |
| An der Eder          | Kirche Anraff, Kirche Wega, Kirche Wellen | Wellen                               |
| Bad Wildungen        | Evangelische Stadtkirche Bad Wildungen, Philipp-Nicolai-Kirche Bad Wildungen, Katharinenkirche Mandern | Bad Wildungen                        |
| Bergheim             | Martinskirche Bergheim | Bergheim                             |
| Birkenbringhausen    | Kirche Birkenbringhausen | Ernsthausen                          |
| Bottendorf           | Martinskirche Bottendorf, Kirche Willersdorf | Bottendorf                           |
| Dainrode             | Kirche Dainrode | Ellershausen                         |
| Eder-Wese-Tal        | Kirche Affoldern, Kirche Bringhausen, Kirche Frebershausen, Kirche Gellershausen, Kirche Hemfurth, Kirche Kleinern, Kirche Mehlen                                                                           | Affoldern, Kleinern                  |
| Ellershausen         | Kirche Ellershausen | Ellershausen                         |
| Ernsthausen          | Kirche Ernsthausen | Ernsthausen                          |
| Frankenau            | Kirche Frankenau, Quernstkapelle Frankenau | Frankenau                            |
| Frankenberg          | Liebfrauenkirche Frankenberg, Hospitalkirche Frankenberg, Kirche Burgwald | Frankenberg                          |
| Geismar              | Martinskirche Geismar | Ellershausen                         |
| Gemünden-Bunstruth   | Stadtkirche Gemünden, Kirche Grüsen, Kirche Mohnhausen, Kirche Schiffelbach | Gemünden, Grüsen                     |
| Giflitz              | Kirche Giflitz | Bergheim                             |
| Haine                | Kirche Haine | Röddenau                             |
| Haubern              | Kirche Haubern | Ellershausen                         |
| Hohes Lohr           | Kirche Battenhausen, Kirche Dodenhausen, Klosterkirche Haina, Kirche Löhlbach | Haina                                |
| Hommershausen        | Kirche Hommershausen | Rengershausen                        |
| Kirchlotheim         | Kirche Kirchlotheim, Kirche Harbshausen | Kirchlotheim                         |
| Königshagen          | Kirche Königshagen | Bergheim                             |
| Louisendorf          | Kirche Louisendorf | Frankenau                            |
| Obernburg-Itter      | Bergkirche Thalitter, St.-Bartholomäus-Kirche Dorfitter, Kirche Obernburg | Obernburg                            |
| Rengershausen        | Kirche Rengershausen | Rengershausen                        |
| Roda                 | Kirche Roda | Rosenthal                            |
| Röddenau             | Kirche Röddenau | Röddenau                             |
| Rodenbach            | Kirche Rodenbach | Röddenau                             |
| Rosenthal            | Kirche Rosenthal | Rosenthal                            |
| Schreufa             | Kirche Schreufa | Schreufa                             |
| Viermünden           | Kirche Ederbringhausen, Kirche Oberorke, Kirche Viermünden | Viermünden                           |
| Vöhl                 | Martinskirche Vöhl, Kirche Asel, Kirche Marienhagen | Vöhl                                 |
| Waldeck              | Kirche Basdorf, Kirche Böhne, Kirche Buhlen, Kirche Dehringhausen, Kirche Freienhagen, Kirche Netze, Kirche Nieder-Werbe, Kirche Ober-Werbe, St. Nikolaus Sachsenhausen, Kirche Scheid, Stadtkirche Waldeck | Nieder-Werbe, Sachsenhausen, Waldeck |
| Wangershausen        | Kirche Wangershausen | Rengershausen                        |
| Wiesenfeld           | Johanniterkirche Wiesenfeld | Ernsthausen                          |
| Wildunger Walddörfer | Kirche Albertshausen (Bad Wildungen), Kirche Armsfeld, Kirche Bergfreiheit, Kirche Braunau, Kirche Hüddingen, Kirche Hundsdorf, Kirche Odershausen, Lukaskirche Reinhardshausen                             | Reinhardshausen                      |